# Tiziano Sclavi
Tiziano Sclavi (né le 3 avril 1953 à Broni, dans la province de Pavie, en Lombardie) est un écrivain et auteur italien de bande dessinée contemporain.

## Biographie
Tiziano Sclavi est connu en particulier pour la création de Dylan Dog, une série de fumetti des plus connues.
Au cours de sa carrière il a pratiqué de nombreuses et diverses formes d'écriture, allant de la fiction aux chansons, en passant par les livres pour enfants.

## Prix
- 1990 :  Prix Yellow-Kid de l'auteur italien, pour l'ensemble de son œuvre